# هيروكازو أوتا
هيروكازو أوتا (باليابانية: 太田 裕和) (10 أبريل 1971 في كيوتو في اليابان – )؛ هو لاعب كرة قدم ياباني سابق كان يلعب كمهاجم.

## وصلات خارجية
- هيروكازو أوتا على موقع رابطة كرة القدم اليابانية للمحترفين (اليابانية)
- هيروكازو أوتا على موقع عالم كرة القدم.نت (الإنجليزية)